# 富川瑶族自治县
富川瑶族自治县是中国广西壮族自治区贺州市所辖的一个自治县，位于广西东部、贺江上游富川江流域。县境整体处于都庞岭和萌渚岭的余脉之间，总面积为1572平方公里。縣人民政府駐富阳镇新建路。
富川历史源远流长，在这片土地上发生过许多富有历史色彩的事件。同时这又是一个风景优美、富有古韵的旅游地点，境内景点有：潇贺古道、富川古明城、秀水村、七彩虎头村、福溪村、富川瑞光塔等，特产有富川脐橙、富川三角饺。

## 行政区划
富川瑶族自治县下辖9个镇、3个乡：
富阳镇、白沙镇、莲山镇、古城镇、福利镇、麦岭镇、葛坡镇、城北镇、朝东镇、新华乡、石家乡和柳家乡。

## 人口
根據第七次人口普查數據，截至2020年11月1日零時，富川瑤族自治縣常住人口為266530人。

## 历史

### 历史沿革[5]：
春秋战国时期为楚国之地。始皇帝三十三年（公元前214年），富川划属于南海郡。
汉高祖三年（公元前204年），划属于南越国桂林郡。元鼎六年（公元前111年），在现今县地上设冯乘、富川两县。东汉建安八年（203年），冯乘、富川两县又划属交州苍梧郡。
三国时期属于孙吴之地，冯乘、富川两县一并划属给荆州临贺郡。刘宋时期将冯乘、富川两县划属于临庆郡，后封临庆国；南齐时期，改回临贺郡。南梁时期在今县地上设临贺、乐梁两郡，冯乘属临贺郡，富川属乐梁郡。
隋朝开皇年间，富川县先划属到富州，而后又改属永平郡，冯乘属零陵郡。唐朝时期，富川、冯乘二县又一同划属于岭南道贺州 (古代)。
五代十国时期,冯乘、富川先后为南楚、南汉之地。宋朝开宝四年（971年），冯乘县被废，其西部县地划入富川，富川划属给广南东路贺州，后随贺州改属广南西路。
元朝时期，富川改属湖广行省广西两江道贺州（古代）。明朝洪武年间，富川先后划属到浔州府、平乐府，富川县治和千户所改迁到灵亭乡（即今富川古明城）。
清朝时期，富川亦属广西省平乐府。民国时期，富川依次归属过桂林道、桂林民团区、平乐民团区、平乐行政监察区、第二区行政督察专员兼保安司令公署、第一区行政督察专员兼保安司令公署。
中华人民共和国成立后，1950年1月1日，富川县人民政府成立，由平乐专区下辖。1953年4月，与钟山县和并为富钟县。1958年7月，由梧州专区下辖。1962年3月，恢复富川县建制。
1983年8月30日，富川瑶族自治县正式成立。1997年7月，富川瑶族自治县由贺州地区下辖。2002年7月1日，贺州地区改地级贺州市，富川瑶族自治县由贺州市下辖。

### 大事记[6]：
唐武德四年(621年) ，唐高祖李渊派李靖安抚岭南，其军曾驻扎在长标岭（今富川县内黄沙岭）。
北宋开宝三年（970年），宋太祖令潘美伐南汉，与南汉刘鋹战于临水(今富川县内富江河)。南宋宋高宗绍兴二年(1132年)，曹成率乱军南逃时曾与岳飞战于富川境内。
元顺帝元统二年(1334年)，唐七率富川瑶族民众起义，反抗元朝压迫。元朝令章伯颜攻之，起义失败。
明洪武二十一年(1388年)，盘大孝率瑶汉民众起义，反抗明朝的统治。明朝令韩观镇压，后起义失败。景泰元年(1450年)，瑶族首领盘性子率众起义，明朝派田真将军出兵镇压，后起义失败。
清顺治三年（1646年），张献忠部下曹志建率部队逃亡时攻占富川县城，瑶民抵御失败。后富川义侠何图复让南明名臣堵胤锡入其山寨躲避曹志建的追杀，然潜送他逃去梧州。

康熙二年(1663年)十月，富川瑶族领袖廖文胆组织数千瑶民攻入县城，清朝派时任广西总督屈尽美领兵镇压，后起义失败。

咸丰五年(1855年)正月十六日，升平天国朱洪英率兵攻入富川，占领县城三个月。咸丰八年(1858年)十二月十四日至咸丰九年(1859年)四月，太平天国石达开三入富川。
民国三十三年（1944年9月23日），日军南下侵入至麦岭镇，相持一个月后，富川县城沦陷。11月1日，富川收复。
民国三十六年（1947年6月25日），在中共地下党领导部署下，富川中共地下党支部发动古城暴动，出现差错而暴动失败。
1949年11月18日至19日，中国人民解放军第四野战军四十军一一九师先头部队攻占富川县。

## 地理
富川县东部接壤湖南省江华瑶族自治县，南部接壤钟山县，西部接壤恭城瑶族自治县，北部接壤湖南省江永县。

### 地形
富川县的地形为典型的喀斯特地形。四周遍布山脉，西北山脉高，东南山脉低，县城处于中部平原地带，总体来说地势北高南低。

### 气候
富川县四季分明，气候宜人。阳光与雨量都很充足。年平均温度在19℃左右，且昼夜温差大。

## 交通
从富川瑶族自治县西距桂林市192.5公里，南距梧州市208.2公里，北距湖南省衡阳市332.9公里，东距广东省广州市364.5公里。

### 铁路
洛湛铁路贯穿县内有46公里。
建有客货运站站点——富川站于县内塘贝村。

### 公路
主要公路有：
- 203省道
- 207国道
- 538国道
- 富高速（已正式通车）

## 风景名胜
- 慈云寺和瑞光塔
- 马殷庙